# 表面能量通量
表面能量通量（英語：Surface energy flux）是地球表面与地表附近大气之间的能量通量，分为潜热、感热和热传导。白天表面净吸收辐射通量为正，夜晚为负。

## 地表能量通量
地表能量通量中热传导占比很低，仅占不到10%。对沙漠地区地表，感热占比较大，对在潮湿或有植被的地表，潜热占比较大。

## 海表能量通量
海表能量通量中潜热占比最大，热传导也很显著。这是因为海洋混合层的混合及海洋热容量远大于土壤热容量。